# Svalbard globale frøhvelv

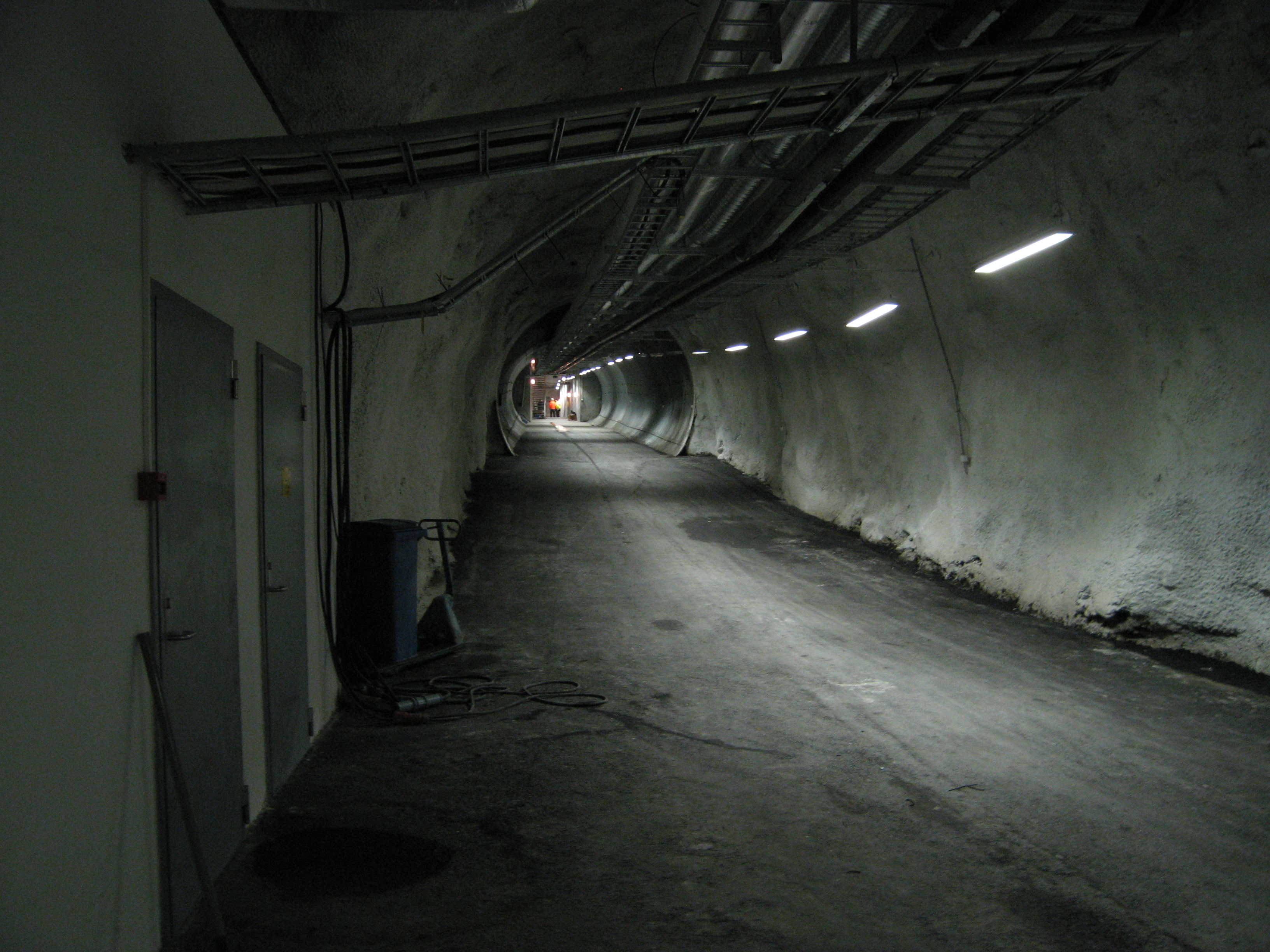
Ingångstunneln

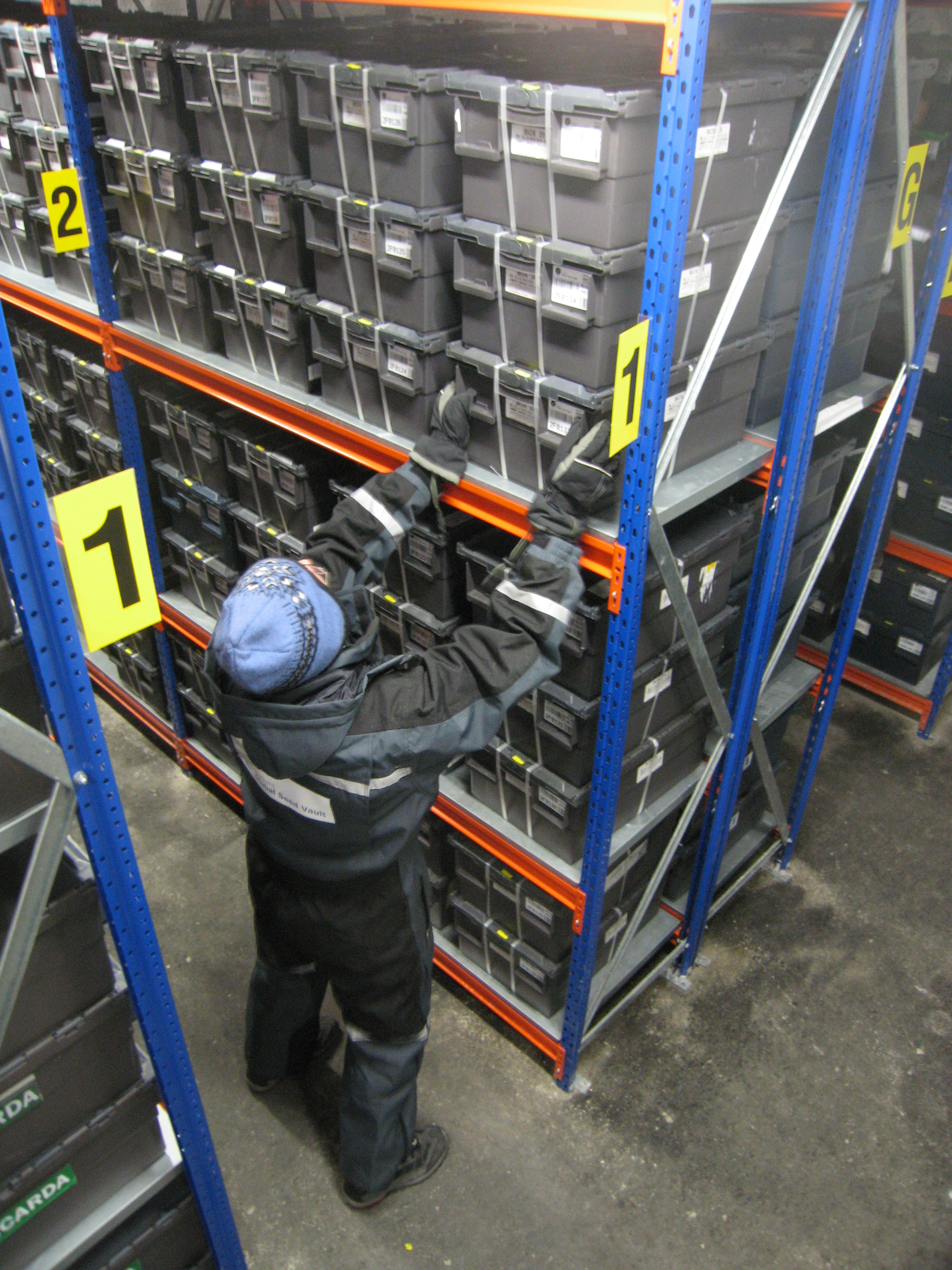
Lagring av fröer i lådor

Svalbard globale frøhvelv (även känt under den engelska beteckningen Svalbard Global Seed Vault) är en norsk statligt ägd anläggning på Svalbard som används som genbank för växter. 
Anläggningen ligger i den östra delen av den nedlagda kolgruva Gruve 3 i Platåberget väster om Longyearbyen, 125 meter in i urberget och kyls av permafrost. Det består av tre lagerrum med låg luftfuktighet och en temperatur på minus 18 grader samt ett kontor som avskiljs med lufttäta slussar. Den har plats för 4,5 miljoner fröprover från nyttoväxter från hela världen. De tre lagerrummen ligger omkring 120 meter in i berget och är utsprängda på den plats, där Gruve 3 tidigare låg. De ligger omkring 130 meter över havet för att säkra mot höjningar av havsytan. Hallarna är konstruerade för att motstå jordskalv i närheten med nivå 10 på Richterskalan. I varje hall finns utrymme för omkring 1,5 miljoner fröprover. Varje prov består av omkring 500 fröer, som är inneslutna i en lufttät aluminiumpåse. Proven ligger i lådor med högst 400 prover i var och en, vilka förseglas av den sändande genbanken. Hallarna kyls ned från minus 3–6 grader till minus 18 grader.
Denna anläggning, som finansieras av den norska staten, är på sätt och vis en fortsättning på det säkerhetslager som användes av Nordiska genbanken (nuvarande Nordgen) med huvudkontor i Alnarp. Nordgen har idag mandatet att sköta lagerdriften i frövalvet. Globala genbanken innehåller cirka 840 000 olika arter från hela världen. Initiativet till denna anläggning togs av norska staten för att på så sätt försöka förhindra försvinnandet av fler arter som när till exempel motsvarande anläggningar i Irak, Afghanistan, Burundi, Rwanda och Filippinerna på kort tid förstörts under väpnade konflikter eller naturkatastrofer. Anläggningen invigdes den 26 februari 2008 under närvaro av Norges statsminister Jens Stoltenberg och EU-kommissionens ordförande José Manuel Barroso.
Bill & Melinda Gates Foundation har skänkt pengar till forskning med syftet att förbättra konserveringstekniker för de olika grödorna som avses förvaras i denna genbank.
Anläggningen har även benämnts Domedagsvalvet eller Domedagsbunkern i media.
År 2015 fanns i frövalvet 860 000 fröprover från 64 olika genbanker.

## Fotogalleri

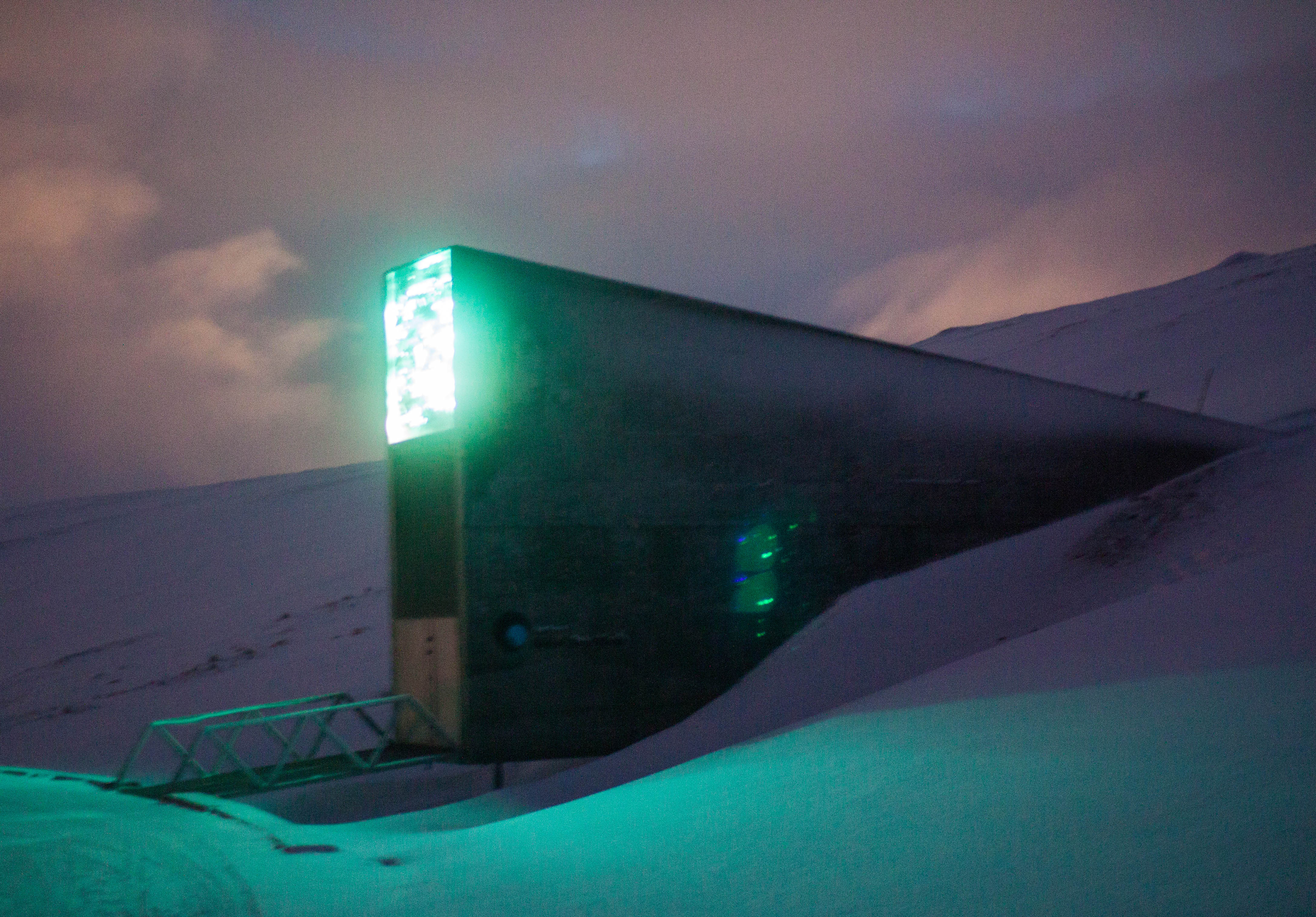
Frövalvet
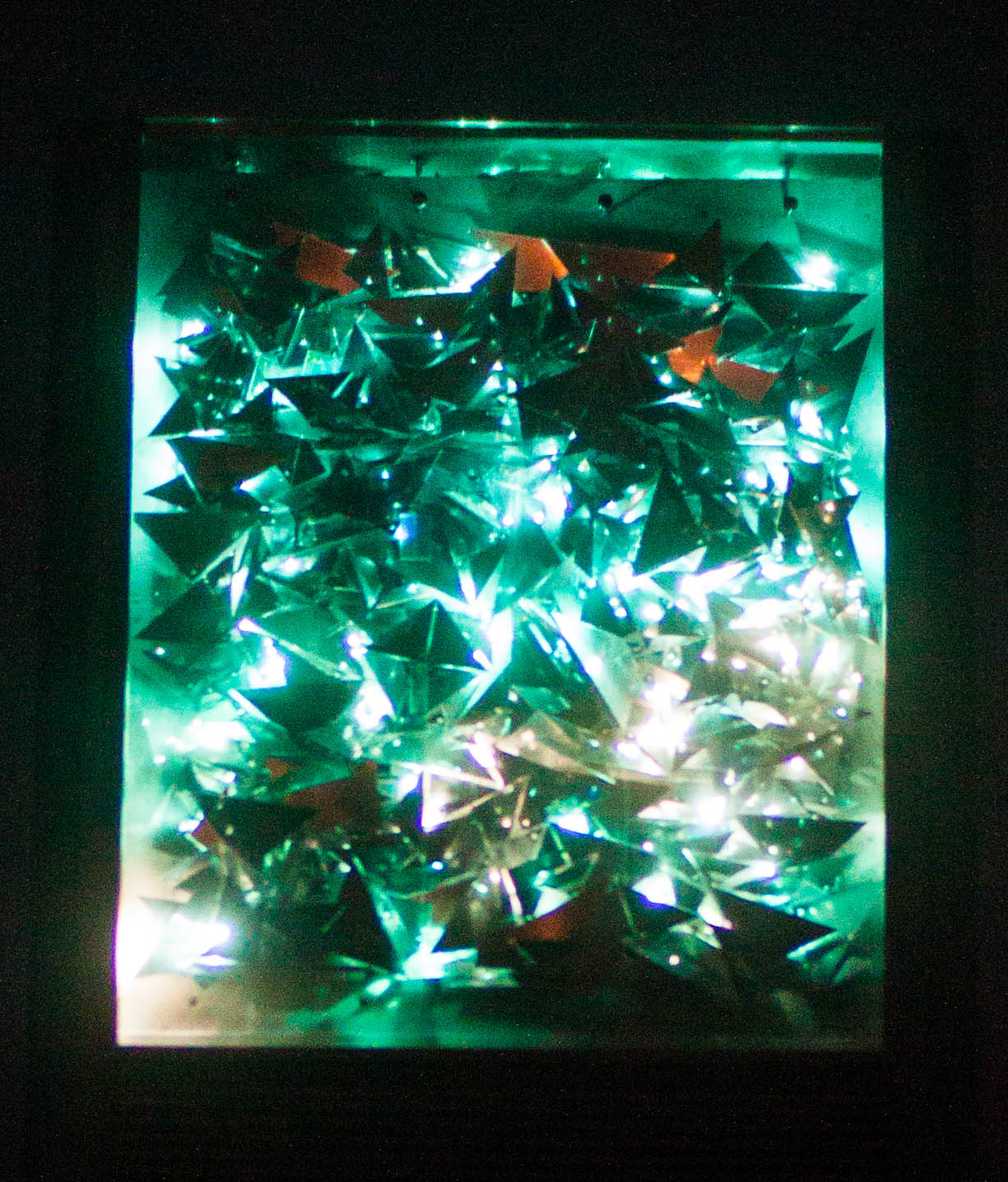
Konstverket Perpetual repercussion av Dyveke Sanne över entrén
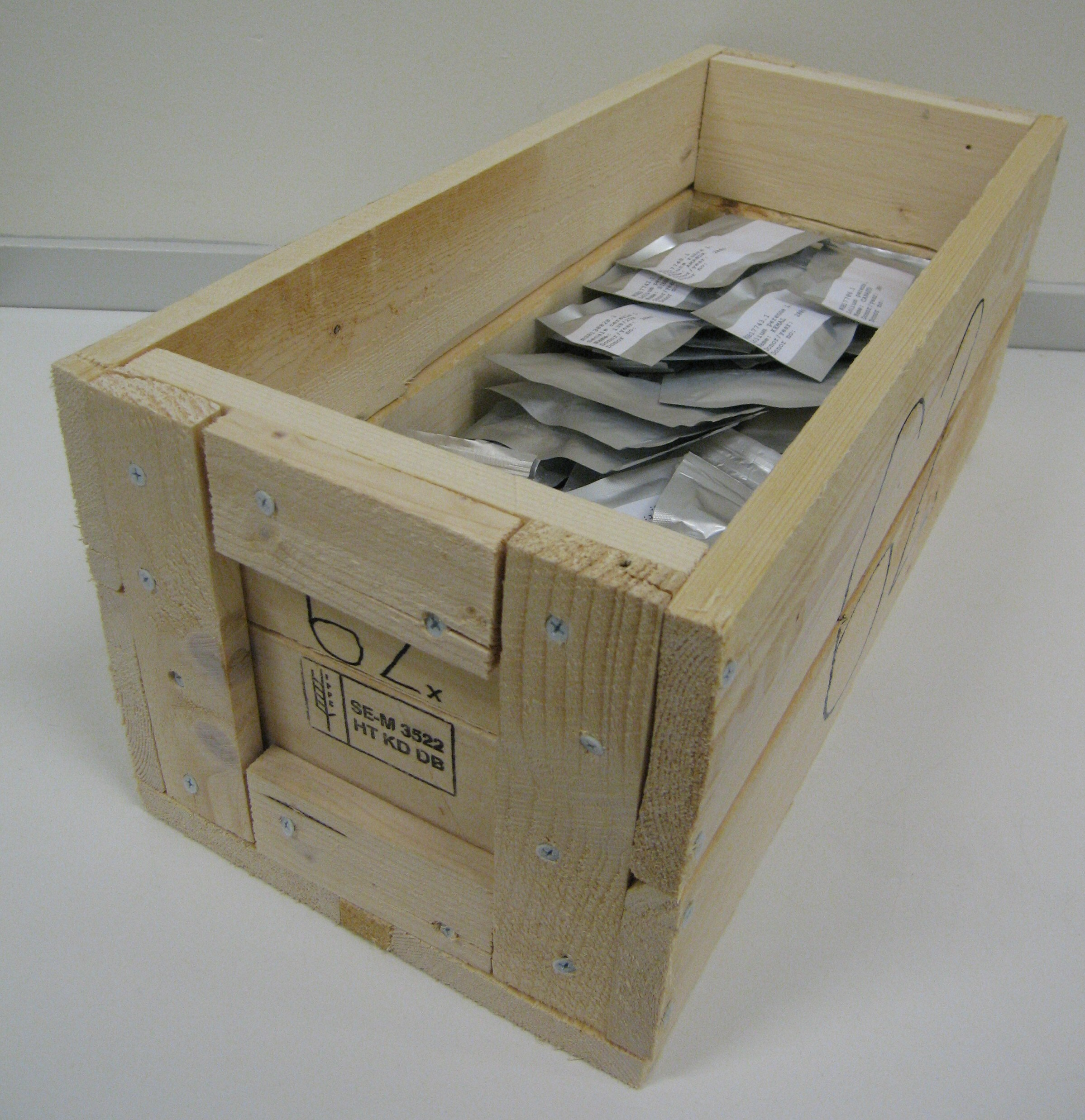
Aluminiumpåsar med fröprover